# Präsident der Republik Mali
Der Präsident der Republik Mali ist das Staatsoberhaupt des westafrikanischen Staates Mali. Nach der Absetzung von Präsident Bah N’Daw im Mai 2021 übernimmt der bisherige Vizepräsident Assimi Goïta das Amt des Staatspräsidenten.

## Geschichte
Geschaffen wurde das Amt am 20. Juni 1960 nach der Unabhängigkeit des Landes. Anfangs lautete die Amtsbezeichnung allerdings nicht „Präsident“; diese änderte sich im Laufe der Zeit mehrmals.

## Verfassungsmäßige Stellung
Laut Artikel 29 der malischen Verfassung ist der Präsident das Oberhaupt des Staates. Er ist der Hüter der Verfassung, verkörpert die nationale Einheit und ist Garant für die nationale Unabhängigkeit und territoriale Integrität. Außerdem wacht er über die öffentlichen Autoritäten und sichert die Kontinuität des Staates.

## Kompetenzen
Laut Verfassung hat der Präsident unter anderem folgende Kompetenzen:
- Ernennung und Entlassung des Premierministers
- Ernennung der Mitglieder des Regierungskabinetts auf Vorschlag des Premierministers
- formale Auflösung des Parlaments unter vorheriger Konsultation des Premierministers
- Oberbefehl über die Streitkräfte
- Unterzeichnung von Verordnungen und Dekreten der Regierung

## Wahl
Der Präsident wird in direkter Wahl für eine Amtszeit von 5 Jahren gewählt. Eine Wiederwahl ist einmal möglich. Für die Wahl sind bis zu zwei Runden vorgesehen. Sollte der Kandidat in der ersten Runde die absolute Mehrheit von mindestens 50 Prozent der Stimmen verfehlen, so ist eine erneute Stichwahl mit dem Zweitplatzierten Kandidaten erforderlich. Die Wahl muss zwischen 21 und 40 Tagen vor Ablauf der Amtszeit des amtierenden Präsidenten stattfinden. Jeder Bewerber für das Amt muss nationalen, malischen Ursprunges sein und alle seine bürgerlichen Pflichten erfüllt haben. Das Gesetz sichert eine freie und ordnungsgemäße Wahl zu.